# Schronisko PTTK Stożek

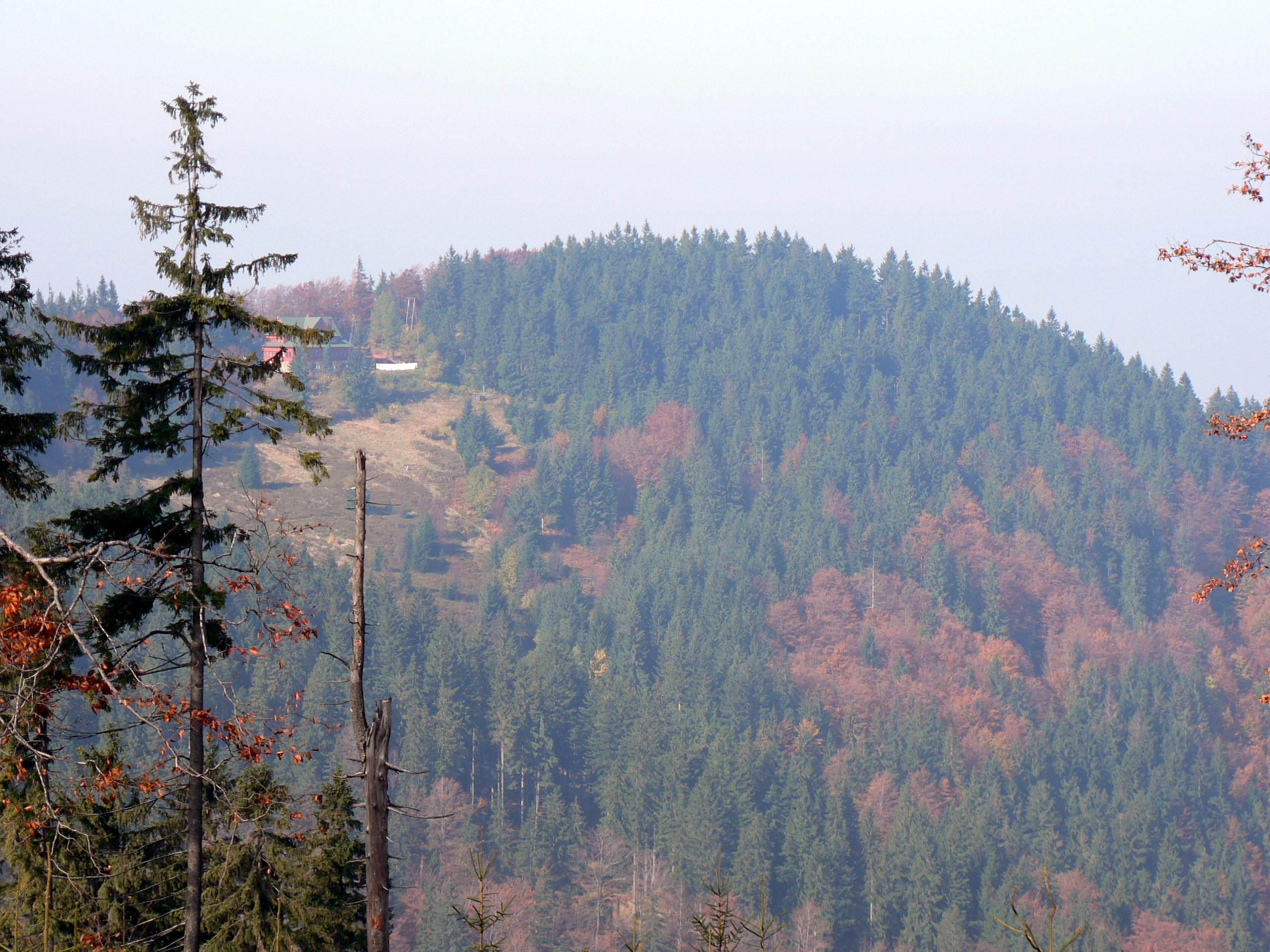
Położenie schroniska widoczne z Kiczor

Schronisko PTTK Stożek – górskie schronisko turystyczne Polskiego Towarzystwa Turystyczno-Krajoznawczego w Beskidzie Śląskim, na grzbiecie Pasma Stożka i Czantorii pod Stożkiem Wielkim, na wysokości 957 m n.p.m. Położone jest przy granicy polsko-czeskiej (do 21 grudnia 2007, kiedy Polska dołączyła do układu z Schengen, istniało w pobliżu schroniska przejście graniczne Stożek-Velký Stožek).

## Historia
Schronisko jest najstarszym istniejącym polskim schroniskiem w Beskidzie Śląskim (a po rozbiórce obiektu na Markowych Szczawinach najdłużej działające nieprzerwanie polskie schronisko w całych Beskidach). Znacznie wcześniej, bo w 1913 otwarto na Ropiczce (obecnie w Czechach) pierwsze polskie schronisko PTT „Beskid” na Ropiczce, na zachód od Babiej Góry, które jednak 5 lat później spłonęło.
Oficjalny wniosek budowy polskiego schroniska na Stożku wysunął już w 1910, krótko po ukonstytuowaniu się Polskiego Towarzystwa Turystycznego „Beskid” w Cieszynie, członek jego zarządu Jan Galicz. Wybrano teren pod szczytem góry i przeprowadzono wstępne rozmowy z jego właścicielami, Ewą Podżorską i Andrzejem Byrtusem. 25 listopada 1910 inny członek zarządu, Jan Kotas, w Wiśle podpisał z wymienionymi wyżej właścicielami umowę wstępną w sprawie sprzedaży towarzystwu parceli o powierzchni pół morgi za cenę 120 koron austriackich. Obecny przy tym gajowy Komory Cieszyńskiej powiadomił jednak o tym fakcie nadleśnictwo, a to z kolei dyrekcję komory. Komora stanęła tu w sposób nieformalny na straży interesów niemieckiej turystyki na tym terenie oraz niemieckiej organizacji turystycznej Beskidenverein i pod groźbą pozbawienia pracy w podległych jej lasach zmusiła właścicieli gruntu do wycofania się z umowy.
Sprawa ta nabrała rozgłosu i zakończyła się głośnym skandalem, kiedy ksiądz Józef Londzin, członek zarządu polskiego towarzystwa turystycznego, a jednocześnie poseł do parlamentu w Wiedniu, uczynił ją tematem swej interpelacji poselskiej. W jej wyniku wdrożone zostało dochodzenie, które jednak przedłużało się i wybuch I wojny światowej przekreślił plany budowy schroniska.
Ponieważ z powodu podziału Śląska Cieszyńskiego pozbawioną sensu stała się odbudowa spalonego schroniska na Ropiczce, na posiedzeniu zarządu PTT „Beskid” w dniu 31 maja 1919 podjęta została uchwała o natychmiastowym przystąpieniu do zarzuconej przed wojną budowy schroniska na Stożku. Koszt budowy miał wynieść 250 tys. koron, a towarzystwo posiadało jedynie 60 tys. koron. Podobnie jak w przypadku Ropiczki odwołano się do ofiarności społeczeństwa. Zbiórka funduszy pozwoliła dr. Janowi Kotasowi na kupno parceli oraz rozpoczęcie budowy obiektu, zaprojektowanego przez Stanisława Chorubskiego.
Kamień węgielny pod budowę schroniska na Stożku położono uroczyście 30 maja 1920. W międzyczasie PTT „Beskid” 5 lutego 1921 przystąpiło do Polskiego Towarzystwa Tatrzańskiego i występowało odtąd jako Polskie Towarzystwo Tatrzańskie Oddział „Beskid Śląski” w Cieszynie. Głównym motorem całej budowy był Jan Galicz, którego wspierał młody wówczas nauczyciel Wincenty Zając. W dniu 9 lipca 1922 roku odbyło się poświęcenie i otwarcie obiektu, który ostatecznie kosztował 2 miliony marek. Wykańczanie i wyposażanie schroniska trwało aż do 1932 roku.
W czasie okupacji hitlerowskiej w schronisku gospodarowali Niemcy. Z zawieruchy II wojny światowej schronisko wyszło mocno zdewastowane. 15 maja 1945 Karol Kaleta i Jerzy Bogucki, późniejsi członkowie nowego zarządu cieszyńskiego PTT, zastali salę jadalną schroniska zasłaną grubą warstwą nawozu po stacjonujących tu koniach. Zaangażowany dozorca zapobiegł rozgrabieniu schroniska i w następnym roku wróciło ono do służby. Najdłużej, bo przez ponad 36 lat (tj. w latach 1949-1986), gospodarował w schronisku Jan Cięgiel. Za jego kierownictwa w latach 1962–1965 schronisko zostało gruntownie wyremontowane i zmodernizowane, m.in. doprowadzono energię elektryczną, wodę, wykonano centralne ogrzewanie.
9 lipca 2022 r. w obiekcie odbyły się uroczystości związane z setną rocznicą funkcjonowania schroniska. Obok przedstawicieli władz PTTK i władz samorządowych oraz delegacji organizacji turystycznych z Czech i Słowacji wzięło w nich udział ok. 300 osób. Na budynku schroniska odsłonięto okolicznościową tablicę pamiątkową.

## Warunki pobytu
Schronisko oferuje 72 miejsca noclegowe w pokojach od 2- do 8-osobowych. Dodatkowo można nocować w pokojach wieloosobowych oraz, w przypadku braku miejsc, na podłodze. Łącznie w schronisku może przenocować 90 osób. Goście schroniska mają dostęp do bufetu, jadalni (100 miejsc), sali telewizyjnej, ogródka z parasolami (tylko w lecie) oraz sauny.
W pobliżu schroniska znajduje się kolej krzesełkowa poprowadzona z zamknięcia doliny Łabajowa (dł. 780 m, czynna również w lecie) i usytuowany równolegle do niej narciarski wyciąg talerzykowy (dł. 275 m).

## Szlaki turystyczne
Przy schronisku znajduje się węzeł szlaków turystycznych. Przebiega tutaj  Główny Szlak Beskidzki.